# Montevarchi
Montevarchi est une commune italienne de la province d'Arezzo, dans la région Toscane.

## Culture
- Musée paléontologique de Montevarchi
- Il Cassero, piazza Varchi, dédié à la sculpture italienne de XIXe et XXe siècles.

## Administration
| Période                                  | Période | Identité        | Étiquette    | Qualité |
| ---------------------------------------- | ------- | --------------- | ------------ | ------- |
| juin 2016                                |         | Chiassai Silvia | centre droit | maire   |
| Les données manquantes sont à compléter. |         |                 |              |         |

### Hameaux
Caposelvi, Levane, Levanella, Mercatale Valdarno, Moncioni, Rendola, Ricasoli, Ventena

### Communes limitrophes
Bucine, Cavriglia, Gaiole in Chianti, Pergine Valdarno, San Giovanni Valdarno, Terranuova Bracciolini

## Personnalités liées à la commune
- Francesco Mochi (1580-1654), sculpteur né à Montevarchi.
- Marie Thérèse de Jésus (1825-1889), religieuse carmélite, fondatrice de la Congrégation des Sœurs de Notre-Dame du Mont Carmel. Béatifiée en 2006.
- Rinaldo Nocentini, cycliste né à Montevarchi.